# Joseph Werren
Joseph Christoph Otto Werren (* 27. März 1810 in Wiesbaden-Biebrich; † 17. September 1881 in Wiesbaden durch Suizid) war ein nassauischer Beamter.

## Leben
Joseph Werren war der Sohn des Oberstlieutenant, Generalauditeur der Herzoglich Nassauische Armee Hermann Joseph Ignaz Werren (1774–1838) und dessen Frau Karoline Elisabeth geborene Leo. Werren, der katholischer Konfession war, heiratete Elisabetha geborene Ortenbach (* 1840) aus Höchst. Der gemeinsame Sohn Hermann Werren wurde Eisenbahningenieur und heiratete 1881 Auguste Kirschbaum, die Tochter des Naturforschers Carl Ludwig Konrad Kirschbaum.
Joseph Werren besuchte das Gymnasium Weilburg und studierte nach dem Abitur an der Universität Göttingen. Nach dem Studium war er Amtssekretär im Amt Usingen. 1841 wurde er Hauptmann und Auditeur im 1. Infanterie-Regiment der Nassauischen Armee. 1845 wurde er in das 2. Infanterie-Regiment versetzt. Im Jahr 1848 wurde er kurzzeitig Amtmann im Amt Königstein.
In der Märzrevolution äußerte er sich als Konstitutioneller. 1848 wurde er Nassauischer Regierungsrat im Innenministerium der Regierung des Herzogtums Nassau, auch Leiter der Theaterkommission. Im Jahr 1850 wurde er Ministerialrat. 1850 war er Mitglied des Staatenhauses des Erfurter Unionsparlaments. Er war 1851 an der Aufhebung der Revolutionsgesetze beteiligt. 1852 wurde er auch Chef des Polizeireferats (einschließlich der Geheimen Polizei). 1864 erhielt er die Ernennung als Regierungsdirektor in Wiesbaden und wurde Regierungskommissär im nassauischen Landtags. 1865 bis 1866 war er Mitglied des Staatsrats und Direktor der Rechnungskammer. Nach der Annexion Nassaus durch Preußen wurde er zum 31. Juli 1866 des Dienstes enthoben und 1867 pensioniert.
Werren war „hochkonservativ, katholisch, großdeutsch und seinem Herzog treu ergeben“ Er wurde mit dem Komturkreuz des Militär- und Zivildienst-Ordens Adolphs von Nassau ausgezeichnet.